# Phania cajalbanica
Phania cajalbanica là một loài thực vật có hoa trong họ Cúc. Loài này được Borhidi & O.Muñiz miêu tả khoa học đầu tiên năm 1972.